# Piedimonte Etneo
Piedimonte Etneo (Piamunti in siciliano) è un comune italiano di 3 859 abitanti della città metropolitana di Catania in Sicilia.

## Geografia fisica
Piedimonte dista 35 km da Catania e 49 da Messina. Il territorio del Comune di Piedimonte Etneo si estende sul versante Nord-Est dell'Etna per circa 2646 ettari, di cui 794 ricadono nel territorio del Parco dell'Etna, tra le quote 130 e 2874 m. Il suo confine si sviluppa lungo il vallone Zambataro fino a Ponte Boria, passa da contrada Morabito, Vallone Santa Venera, percorrendolo fino a Presa, da qui seguendo il limite settentrionale delle lave di Scorciavacca giunge fino a serra Buffa, Monte Frumento delle Concazze e Pizzi Deneri, a questo punto scendendo verso Monte Zappinazzo, Case Bevacqua, Rocca Campana e Terremorte si ricollega con il Vallone Zambataro.
Il paesaggio è caratterizzato dalla coesistenza di due territori nettamente differenti: uno tipicamente vulcanico, con colate laviche datate o recenti, l'altro sedimentario solcato da incisioni torrentizie.

### Flora
Pur essendo esteso parecchio in altitudine, quasi raggiungendo con Pizzi Deneri, a quota 2800, la parte sommitale del vulcano, lo sviluppo delle aree naturali è limitato rispetto alle zone antropizzate. Infatti tutta l'area collinare, dai 300 ai 1000 m. circa si presenta coltivata.
Nella fascia più bassa, a partire con il confine con Fiumefreddo di Sicilia, ritroviamo una sempreverde, il terebinto o "scornabeccu", che insieme al rovo, alla ferula, alla felce aquilina, al ricino caratterizza questi luoghi. Ad 800–1000 metri di altitudine troviamo sia boschi di castagno e roverella che terreni destinati al pascolo e alberati là dove prima c'erano seminativi e vigneti abbandonati. Proseguendo verso quota 1700 ecco comparire esemplari di pino laricio e di betulla dell'Etna. Sul fronte lavico troviamo la vegetazione tipicamente pioniera: saponaria, astragalo, ginestra.
Le aree coltivate nel territorio di Piedimonte Etneo, prevalenti, come abbiamo visto, su quelle a vegetazione naturale, si estendono dal suo estremo confine orientale fino ai 1150 m di monte Stornello, e seguono una progressione ben precisa. Nella fascia più bassa, al confine con Fiumefreddo di Sicilia, si insediano le colture di agrumi (che non superano i 500 s.l.m.): arance, mandarini, clementine e limoni, coltivati su terreni totalmente terrazzati. A queste quote è anche discretamente sviluppata la coltivazione dell'ulivo. Salendo in altitudine, a partire dai 450 metri, troviamo i vigneti: Piedimonte fa parte della fascia di produzione dei vini D.O.C. dell'Etna, e, infatti, la qualità denominata Nerello mascalese dà un ottimo vino Etna rosso D.O.C. Questo tipo di vite viene coltivata soprattutto ad alberello, che è il metodo più tradizionale, in misura minore è possibile riscontrare vigneti coltivati a "tendone" e soprattutto a "spalliera". Altri vitigni coltivati sono il Carricante e il Nerello cappuccio; quest'ultimo ha caratteristiche complementari a quelle del Nerello mascalese e non a caso, per tradizione, i due vitigni vengono utilizzati in taglio per produrre i vini rossi tipici dell'Etna. In particolare il Nerello cappuccio permette di ottenere vini con una colorazione più intensa e con una struttura più solida e longeva, che bene si sposano con l'eleganza e la linearità dei vini prodotti con il Nerello mascalese. Il Carricante, che produce vini bianchi (fra cui l'Etna bianco D.O.C.) è il secondo vitigno chiave della viticoltura etnea, anche se la sua coltivazione si è quasi sempre limitata al versante orientale del vulcano e a zone più elevate ove il Nerello mascalese fatica in genere a raggiungere una perfetta maturazione.
In contemporanea ai vigneti troviamo i frutteti che offrono diverse qualità di mele (Red Delicious, Golden Delicious, Cola e Gelato Cola), pere (fra cui la varietà pera coscia), pesche e ciliegie. Dai 1000 metri in su incontriamo noccioleti e castagneti.

### Fauna
La diffusione dell'agricoltura nel territorio piedimontese determina la presenza di specie animali poco specializzate che possono frequentare sia le coltivazioni e i centri abitati, sia le aree cespugliate e i boschi delle quote medio alte. Nei pressi dei centri abitati, dove è diffusa un'agricoltura tradizionale, con piccoli appezzamenti coltivati a frutteti, vigneti e orti, troviamo specie molto comuni quali: il rospo, il geco, la lucertola, il pettirosso, il passero, il fringuello, il cardellino, il merlo, il topo (domestico e selvatico), la donnola, il riccio e varie specie di chirotteri.
A queste, nelle zone coltivate a maggior estensione, che comprendono anche i noccioleti e vigneti delle quote più alte, si aggiungono il coniglio selvatico, la gazza, la cornacchia grigia, l'assiolo e il barbagianni. Gli ambienti boschivi ospitano, oltre al ghiro e al quercino soprattutto una ricca fauna aviaria: colombaccio, cuculo, picchio rosso, cinciallegra, ghiandaia, fanello, zigolo nero.
A partire dai 1200 metri di altitudine, dove i boschi si alternano zone aperte, troviamo la lepre, il calandro e la monachella. Un cenno a parte merita la volpe, che essendo particolarmente adattabile, si trova in tutti gli ambienti citati, da quelli più antropizzati fin nelle zone altomontane al limite della vegetazione.

## Origine del nome
La denominazione attuale risale al 1862, quando il Consiglio Civico, su richiesta del Prefetto della Provincia, che faceva rilevare l’esistenza nel Regno d’Italia di un altro paese con lo stesso nome (Piedimonte d’Alife), deliberò che per distinguerlo dall’altro suo omonimo all’originario nome di Piedimonte fosse aggiunta la parola “Etneo”.
In realtà il toponimo originale con il quale era conosciuto il luogo dove sorsero le prime case del paese era Belvedere, in riferimento alla magnifica vista che si può osservare dal colle in cui sorge, sul versante sud-orientale dell'Etna. Il nome compare, infatti, in vari documenti e lo storico Vito Amico, nel suo Dizionario topografico della Sicilia, del 1756, ne fa un preciso accenno, confermandone la tesi. Esso divenne Piemonte, e successivamente Piedimonte, nel XVII secolo, per volere dei nobili  Gravina Cruyllas, tuttavia continuando ad essere chiamato col nome precedente per gli anni a venire.

## Storia
Piedimonte Etneo nel suo nascere, agli albori del XVII secolo, fu battezzata con il nome di Belvedere, grazie agli incantevoli panorami che si ammirano dalla collina ove sorge, sita ai piedi del versante orientale dell'Etna. All'epoca il territorio faceva parte dei possedimenti dei Gravina Cruyllas, baroni di Francofonte e principi di Palagonia, e fu appunto Ignazio Gravina Cruyllas  che nel 1650 stabilì sul feudo Bardella, della Baronia di Calatabiano, "una nuova habitatione" chiamandola Piemonte. Successivamente il nipote, Ignazio Sebastiano Gravina Amato, nonostante l'opposizione della vicina Linguaglossa, ottenne dal Tribunal del Real Patrimonio la licenza (licentia populandi) di popolare il feudo. L'atto di vendita fu stipulato il 30 agosto 1687, seguito il 22 settembre dal decreto viceregio che sanciva la nascita del nuovo paese. Ottenuta licenza e lasciata Palermo, Ignazio Sebastiano si trasferì nella baronia, dove si fece costruire due dimore: una all'"Aquicella" (detta Castello di San Marco) e l'altra a Piedimonte. Dal 1689 egli dimorò stabilmente a Piedimonte e da qui seguì personalmente la realizzazione di nuove abitazioni da destinare ai coloni. Già nel 1687 aveva fatto costruire il palazzo baronale, dei forni e nel 1693, un anno prima della sua morte, la chiesa di Sant'Ignazio, prima matrice di Piedimonte, che il Principe volle dedicare al culto di Sant'Ignazio di Loyola. A partire dal 1695, con l’investitura di Ferdinando Francesco, figlio primogenito del fondatore, iniziò per Piedimonte un periodo di grande sviluppo e di profonde trasformazioni. Al nuovo principe si deve infatti l’espansione settecentesca e la realizzazione di una serie di importanti opere pubbliche e civili. Dalla prima metà del XVIII secolo ci fu l’apertura dello “stradone” e la realizzazione del magnifico fondale stenografico di Porta San Fratello, vennero edificati l'acquedotto, il carcere, la chiesa di San Michele Arcangelo e il convento dei Cappuccini. In questo periodo si registra un rilevante aumento della popolazione, infatti molti furono gli immigrati provenienti dai paesi vicini, alcune famiglie vennero addirittura dalla Calabria e da Palermo, al seguito del principe. Piedimonte Etneo continuò a crescere nel corso del XVIII secolo, con l'apertura di nuove larghe strade, la costruzione di palazzi lungo il corso principale e della Chiesa Madre, con l'ampia piazza adiacente. Nel 1812 venne elevato a comune e il primo sindaco fu Domenico Voces Todaro, che era stato più volte amministratore civico. Nel 1826, a seguito delle richieste da parte della popolazione e del sindaco alla corte, re Ferdinando I acconsentì allo scorporo di San Basilio (l'attuale Presa) da Fiumefreddo e alla sua annessione a Piedimonte.
Sul finire del XIX secolo la politica piedimontese fu offuscata da gravi fatti di corruzione e clientelismo, per i quali venivano concessi favoritismi ai parenti dei politici, mentre la popolazione soffriva per le condizioni indigenti in cui era costretta a vivere. Venne così sciolto il consiglio comunale e si chiese, direttamente a re Umberto I, la nomina di un commissario che potesse prendere provvisoriamente le redini del paese. La risposta da Roma non si fece attendere e come da decreto del 28 agosto 1896, pubblicato sulla Gazzetta Ufficiale, venne nominato il cav. Nicola Finelli .
Nel 1895 Piedimonte venne edificata la stazione ferroviaria, che permise il collegamento a Giarre.

### Simboli
Lo stemma e il gonfalone sono stati concessi con decreto del presidente della Repubblica del 6 febbraio 2003.
Il gonfalone è un drappo di bianco.
Lo stemma è suddiviso in due partizioni: nella prima è raffigurato l'Etna, innevato e fumante, e il paese adagiato sulla collina, con la porta San Fratello al suo ingresso; la seconda, riprende l'arma dei Gravina Cruyllas (troncato: al 1º d'azzurro, alla gemella d'oro in banda, accompagnata in capo da una stella a 10 raggi, d'argento; nel 2º d'azzurro, alla banda scaccata di due file d'argento e di rosso).

## Monumenti e luoghi d'interesse

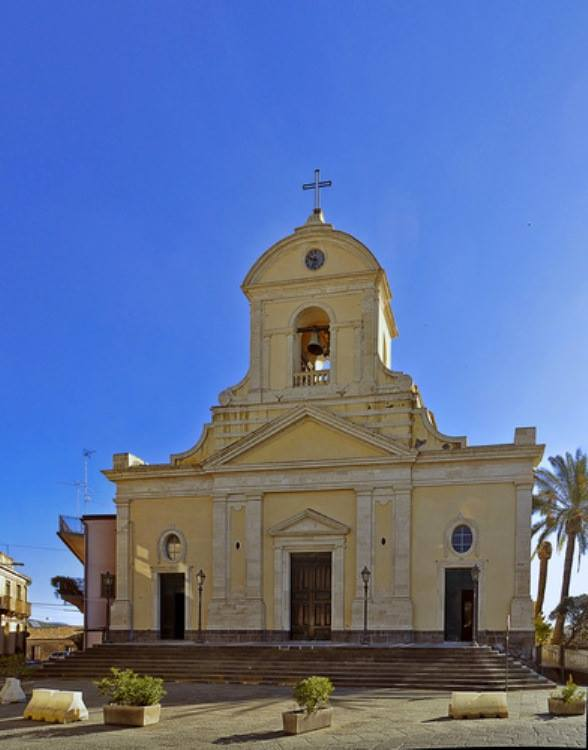
Chiesa Madre Maria Santissima del Rosario

### Architetture religiose
- Chiesa Madre, dedicata alla Madonna del Rosario (centro storico)
- Chiesa di Sant'Ignazio (centro storico)
- Convento dei Cappuccini (centro storico)
- Santuario di Santa Maria di Vena (frazione omonima)
- Santuario di San Gerardo (frazione omonima)
- Chiesa di Maria Santissima delle Grazie (Presa)
- Chiesa del Calvario (Presa Superiore)
- Chiesa di San Michele Arcangelo (centro storico)
- Abbazia del XII secolo intitolata a San Michele Arcangelo (Contrada Fogliarino).

### Architetture civili

#### Porta San Fratello

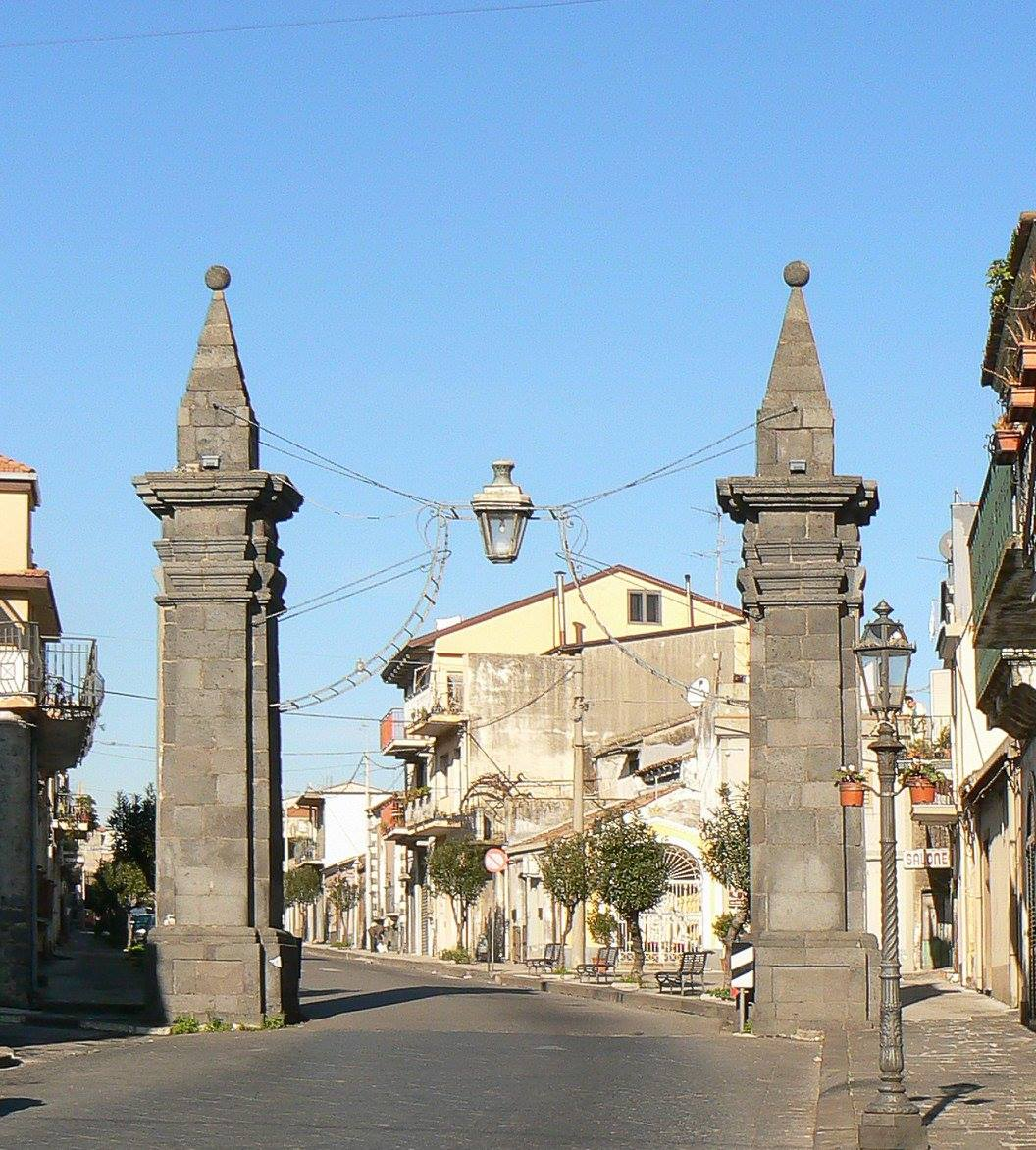
Porta San Fratello (2016)

Come precedentemente detto la fondazione di Piedimonte Etneo si deve ad Ignazio Sebastiano Gravina Cruyllas (1657-1694); il 22 settembre del 1687. Ma fu il figlio Ferdinando Francesco Gravina Cruyllas (1675 - 1736), il fautore della notevole espansione settecentesca del paese e dell'impronta urbanistica che tuttora lo caratterizza grazie all'apertura di strade dalla larghezza inconsueta. Vennero realizzate importanti costruzioni, la Porta San Fratello è una di queste. Oggi essa è un retaggio dell’antica feudalità, fu elevata nel 1712 su progetto dell'architetto palermitano Agatino Daidone. Il perché di tale denominazione non è del tutto chiaro. Esiste una tradizione locale che ci spiega il motivo di tale nome "Porta San Fratello"; pare che si chiamò così perché in corrispondenza ideale ai possedimenti del principe Ferdinando Francesco, appartenenti alla moglie Anna Maria Lucchese baronessa di San Fratello, in provincia di Messina. La porta così costituiva il perfetto collegamento dei possedimenti del principe che andavano dal versante jonico a quello tirrenico. Un'altra tradizione, certamente più suggestiva, vuole che il nome San Fratello derivi dal fatto che vicino al luogo dove sorge il portale esistesse una sorta di altarino raffigurante l'immagine di S. Alfio, S. Cirino e S. Filadelfo, ricordati ancora oggi come i tre "santi fratelli". Da questa associazione di idee potrebbe essere nata la denominazione San Fratello. Il portale è in pietra lavica martellinata, in stile arabo- siculo, dell’altezza di 13 m. Si tratta di due pilastri a sezione quadrata, con le estremità superiori a forma di piramide, sormontati da due sfere e collegati da un pregevole arco in ferro battuto con al centro un lanternone. In origine il portale era addossato alle case dei due fronti mediante delle "volute" o appendici che nel 1936 furono abbattute allo scopo di agevolare il passaggio pedonale sul marciapiede. Purtroppo solo nel 1988 la Porta San Fratello venne rimessa a nuovo come la vediamo oggi, vennero incaricati dei tecnici per un appropriato restauro, il basalto è stato martellinato con bocciarda e stuccato. In tempi posteriori, il portale si intitolò al Re Ferdinando II di Borbone, in omaggio a certi benefici ricevuti. Questa nuova denominazione di "Porta Ferdinanda" ebbe in realtà breve durata e si riscontra oggi solo negli atti consiliari del tempo.

### Architetture militari
- Casamatta di costruzione tedesca, risalente alla seconda guerra mondiale.

## Economia
L'economia si basa prevalentemente sul terziario legato alla pubblica amministrazione ed al turismo; seguono le tradizionali attività legate ad artigianato ed agricoltura, in storico arretramento. La produzione agricola si basa essenzialmente sull'agrumicoltura, la viticoltura (a buon titolo, infatti, Piedimonte è inserita nel circuito delle città del vino) e l'olivicoltura da parte di piccoli proprietari. Negli ultimi decenni si è sviluppata la coltura in serre soprattutto di piante ornamentali e di ortaggi. L'elevato numero di cascinali ridotti a rudere e di terreni lasciati all'abbandono e alle sterpaglie è indice del continuo abbandono delle campagne, un tempo coltivate e verdeggianti, da parte della popolazione.
A livello turistico, per la sua posizione geografica Piedimonte è luogo di transito per chi vuole raggiungere le parti alte della zona est del vulcano, mantenendo contemporaneamente un facile e veloce accesso alla costa ionica.

## Società

### Evoluzione demografica
Abitanti censiti

## Cultura

### Istruzione

#### Bibilioteche
Piedimonte dispone della biblioteca comunale "Antonio Silvestri", che ha sede in via Luigi Capuana e custodisce oltre 10.000 testi.

### Eventi

Collage di immagini della Festa della Vendemmia

La festa del patrono, Sant'Ignazio da Loyola, che si svolge il 31 luglio e la prima domenica di agosto, offre anche l'opportunità di partecipare a varie sagre locali, nonché fino a qualche anno fa al Trofeo di Sant'Ignazio, importante gara podistica che richiamava atleti di fama internazionale. Tra le altre manifestazioni da ricordare l'Estate Piedimontese, durante la quale si svolgono mostre, concerti, rappresentazioni teatrali e tornei sportivi, e la Festa della Vendemmia che ogni anno dal 1998, alla fine di settembre, rievoca le antiche tradizioni e gli antichi usi relativi, appunto, a quella che un tempo era la ricchezza delle contrade del paese. 
La vendemmia è retaggio di una economia agricola basata sul duro lavoro nei campi, oggi elevata a rango di evento culturale.

## Geografia antropica

### Frazioni
La storia di Piedimonte, ricca di motivi suggestivi per le sue origini, si carica poi di particolare fascino se si evocano i lontani trascorsi della civiltà bizantina presente nella frazione di Vena, testimoniata soprattutto dalla pregiata icona della Vergine con il Bambino di antica arte orientale, custodita nell'omonimo santuario. Il nome della frazione deriverebbe dalla vena d'acqua scaturita secondo tradizione dall'urto prodotto dallo zoccolo di una mula che accompagnava dei frati. Il culto della Madonna della Vena risale al VI secolo, quando fu fondato un convento di monaci basiliani, trasformato nel XIII in abbazia, poi soppressa.
Altra frazione è Presa, il cui nome è legato alle sorgenti d'acqua numerose nella zona. La borgata, antico villaggio nel feudo di San Basilio, nel corso degli anni si è ben sviluppata nella sua struttura, tanto da essere, oggi, un accogliente centro di villeggiatura.
Si ricorda inoltre la frazione di San Gerardo, meta di pellegrinaggi per il culto di San Gerardo Maiella, cui è dedicata la chiesa, elevata a santuario nel 2000. La contrada di San Gerardo in questi ultimi anni è divenuta sede di villeggiatura. Il culto a San Gerardo nasce a Piedimonte intorno al 1920, quando una certa donna Menica Mazza, presso la contrada Millicucco, affetta da una malattia fu miracolata da un santo visto in una immaginetta che trovava spesso a terra in casa sua. Accaduto il miracolo della guarigione seppe che il santo tanto invocato era San Gerardo; successivamente donna Menica, cedendo una parte del proprio terreno, edificò una cappella in suo onore. Nel 1948 fu ultimata la chiesa adiacente alla cappella che tutt'oggi è meta di molti pellegrini. Ogni anno l'ultima domenica d'agosto hanno luogo i festeggiamenti in onore di San Gerardo preceduti da una settimana di preparazione.

## Amministrazione
Di seguito è presentata una tabella relativa alle amministrazioni che si sono succedute in questo comune.
| Periodo        | Periodo         | Primo cittadino     | Partito              | Carica  | Note   |
| -------------- | --------------- | ------------------- | -------------------- | ------- | ------ |
| 16 giugno 1985 | 2 giugno 1990   | Salvatore Cassaniti | Democrazia Cristiana | Sindaco | [ 10 ] |
| 2 giugno 1990  | 11 maggio 1993  | Salvatore Cassaniti | Democrazia Cristiana | Sindaco | [ 10 ] |
| 25 maggio 1993 | 18 gennaio 1994 | Leonardo Nicotra    | Democrazia Cristiana | Sindaco | [ 10 ] |
| 1º luglio 1994 | 25 maggio 1998  | Leonardo Nicotra    | lista civica         | Sindaco | [ 10 ] |
| 25 maggio 1998 | 27 maggio 2003  | Giuseppe Cavallaro  | centro               | Sindaco | [ 10 ] |
| 27 maggio 2003 | 17 giugno 2008  | Giuseppe Cavallaro  | lista civica         | Sindaco | [ 10 ] |
| 17 giugno 2008 | 13 giugno 2013  | Giuseppe Pidoto     | lista civica         | Sindaco | [ 10 ] |
| 13 giugno 2013 | in carica       | Ignazio Puglisi     | lista civica         | Sindaco | [ 10 ] |

## Infrastrutture e trasporti
Il comune è attraversato dalla strada statale 120 dell'Etna e delle Madonie e dalle strade provinciali 2, 221, 190 e 68.

### Ferrovie
Il territorio è attraversato dalla ferrovia Circumetnea, e dispone di due stazioni: Piedimonte e Terremorte.